# 里見☆八犬伝REBOOT
『里見☆八犬伝REBOOT』（さとみはっけんでん リブート）は、よしむらなつきによる日本の漫画。竹書房が発行しているauブックパス内の電子書籍『近代漫画』にて、2015年に発行されたVol.13（同年4月17日刊）より連載が開始され、同誌がvol.41（2017年8月25日刊）で休刊後、同じくブックパス内の電子書籍『連載マンガ先読みっ!!』に2017年10月6日に移籍し、2023年1月27日に完結した。ウェブコミック配信サイト『WEBコミックガンマ』でも遅れ掲載の形で連載されていた。
同作者が『月刊少年ガンガン』（エニックス）にて連載していた『里見☆八犬伝』、およびその続編であるコミックブレイドMASAMUNE掲載の『新装 里見☆八犬伝』を含めたシリーズのリメイク作品。
前作と同じく滝沢馬琴著『南総里見八犬伝』をベースにしていること、主人公の信乃が女性であることなど大まなか骨子は受け継いでいるものの、コメディ要素が非常に強かった前作に対し、物語の展開を原作に寄せたシリアスな作風となっており、性描写や残酷描写も少年誌時代より増えている。

## 連載までの経緯
よしむらが2004年春より一時執筆活動を中止して以来、『里見☆八犬伝』は連載中断という形で事実上終了していた。以降、活動再開後は「もう描くことはないだろう」と個人のブログ、SNSに同作のキャラクターイラストの掲載やLINEスタンプとして発行されるにとどまっていたところに、竹書房からリメイク作品による連載の話を持ちかけられた。

## あらすじ
時は室町時代、妖怪の侵攻に暗雲立ち込める南総安房国。犬塚番作の一人娘・信乃は、父に託された救世の使命と、破邪の剣・村雨を手にひとり旅立った。身体に仁義八行の文字を持つ八人の「犬士」と、妖鬼王玉梓率いる妖怪軍との長い戦いの始まりである。

## 登場人物

### 八犬士
犬塚 信乃（いぬづか しの）
本作の主人公。結城氏に仕える父を持つ少女。16歳。「孝」の犬士。字の位置は左の二の腕。
豊かな身体つきと端正な顔立ちをしているものの、なぜか周囲の誰からも男と認識されてしまい、その度に「私は女だ！」と激昂する。その反面、男所帯の旅であるために仲間に気を遣わせず、気楽に過ごせることから内心複雑に思っている。また本気でキレると口調が普段以上に荒々しくなりがちで、古河での戦いで仲間たちが続々と倒れる中一向に姿を見せない伏姫に怒り、窮地であるにも関わらず『彼女の力なしでも玉梓を倒す』と啖呵を切ったことも。
優れた剣腕を持つ文武両道の才女だが、父の身代わりによって命を繋いだ事や託された使命の大きさに迷い、精神面では歳相応の脆さを露呈してしまうこともある。初期は父親から託された村雨を振るっていたが、道節が持ち去った後は日本刀をその場その場で調達して使用している。睦月及びその傀儡として襲い掛かってきた道節と交戦し、その後自らの魂の半分を使って彼を蘇生。また合流した毛野の活躍により、ようやく村雨をその手に取り戻す。
犬川 荘助（いぬかわ そうすけ）
妖怪軍と戦う信乃の前に現れた青年。「義」の犬士。字の位置は右の肩甲骨付近。
伏姫の啓示を受け、使命のために妖怪退治の旅をしていた。親の顔は知らずに育ったという。単純なようでいて強靭な精神力を持ち、滅多なことで動じることはない。また高い実力の持ち主で槍の名手。
天涯孤独の身であることから同志と認める犬士との仲間意識が強く、信乃を諭し導く兄貴分でもある。
犬山 道節（いぬやま どうせつ）
練馬家重臣・犬山道策の息子にして浜路の実兄。「忠」の犬士。字の位置は左胸。
両親を妖怪に殺害されており、復讐のために浜路を置いて旅立った。戦闘手段としてその身体の殆どを改造しているからくり忍者。
妹への愛情は強いものの、他の犬士と慣れ合う素振りは見せず、浜路の取り戻した真の村雨を手に信乃らと別行動を取っていた。結果、妖怪軍の本拠へたどり着くものの、浜路の似姿である睦月を攻撃できずに敗北し死亡。以後は村雨とともに睦月の傀儡に成り果てていたが、大角の術によって、信乃の犬士の力を分け与えられて蘇生。彼女に借りを返すことを約束し、最後の八犬士として一行に合流した。
犬飼 現八（いぬかい げんぱち）
古河の捕り物名人。「信」の犬士。字の位置は右頬。
主君である足利成氏の乱心に反発し、獄舎牢の解放と直談判を行った所をあえなく捕縛されてしまった。
牢に複数の女を連れ込むほど好色だが、強い正義感と冷静な判断力を併せ持ち、部下や町民の信頼は非常に厚い。優れた十手術と縄術を修めており、暴走した小文吾を戒めることもできる。
オリジナル版においては道節と同様に別行動を取っていたが、本作では小文吾とともに信乃の旅路に加わる。
犬坂 毛野（いぬさか けの）
魔性の女形。「智」の犬士。字の位置は右腕。
古河に逗留する旅一座の役者。芸名は旦毛野（あさけの）。女性に手を上げる存在を許さず、芳流閣で信乃を、古那屋が妖怪軍に襲撃された時は沼蘭を救い出した。
自分に懸想する男性と揉めているところを信乃らに助けられて、初めてはっきりと対面する。魔を祓い人の本質を見抜く力を後天的に授かり、信乃を女性だと認識できる唯一の犬士。凛々しさと優しさに惹かれ、男性として信乃に懸想している。小文吾とともに仇敵の馬加を打倒し、虚しい復讐を終えた後、信乃たち一行に合流する。
犬田 小文吾（いぬた こぶんご）
旅籠「古那屋」を営む大男。「悌」の犬士。字の位置は臀部。
現八と昔なじみの関係であり、柔和で朗らかな性格だが恵まれた体格で周囲を振り回す。それに反して手先は器用で、裁縫や料理が得意。
過去に童女誘拐を繰り返していた船虫と遭遇した時、鬼へと化生する特異体質に覚醒。鬼となった時には巨大な体躯と圧倒的な力を得るが、理性を失い、敵味方の別なく害する獣になってしまう。
デザインがオリジナル版から大きく変わっており、髪型が長髪になっている。
犬江 親兵衞（いぬえ しんべえ）
小文吾の甥。信乃そっくりの女性・沼蘭の実子。数え年4歳。「仁」の犬士。
叔父の小文吾がお気に入りで、他の誰かと遊んでいる姿を見ると嫉妬を露わにする。
暴走した小文吾に害されるものの伏姫の加護を受けて蘇生し、有事の際にだけ少年へと急成長する力を得る。優れた武勇を発揮する天才児だが、性格は非常に生意気（信乃曰く「完全にイキっている」）。
小文吾同様デザインがオリジナル版から大きく変わっている（因みにオリジナル版での信乃の夢や『新装 里見☆八犬伝』での登場時も、それぞれ容姿や性格が大きく異なっている）。
犬村 大角（いぬむら だいかく）
庚申山中で修行を積む、眼鏡をかけた青年。「礼」の犬士。字の位置は左肩。
若年ながら高僧としての徳を持ち、優れた巫術の使い手でもある。戦闘の際は炎や雷などを召喚して大立ち回りをするものの、本人は病弱の身であり大技を連発すると吐血する。女性である船虫を「父上」と崇め、伏姫と犬士を「妖怪とその御使い」と刷り込まれているため、化け山猫の情報を求めて登山してきた現八に遭遇するとたちまち襲いかかった。
十年前、船虫の襲撃に遭った際に雛衣を喪い、自分の力のほとんどを雛衣を蘇生させるために使っていた。そのため病身にあり、彼女の術を打ち破ることができず、十年以上も船虫の虎の子として監視下に置かれていたが、やがて「大角は犬士ではない」と焦燥に駆られた判断をした船虫に処分されかけた折、雛衣から力を返却され犬士としての力を取り戻す。以後、現八とともに信乃たち一行に合流した。

### 妖怪軍
玉梓（たまずさ）
妖鬼王。遠い昔に伏姫に封印されたが復活し、各地に妖怪を放ち混乱を広げている。
原作における物語の発端であり、里見義実に処刑された女性・玉梓をベースとしたキャラクター。
船虫（ふなむし）
節足鬼。無数の触手を操る女性。多数の妖怪を束ねる立場に居るものの、首尾よく仕事をこなせなかった時は一身に玉梓からの折檻を受けている。
忠実に任務を遂行しようとし、冷酷非情な性格だが、女としては初心。現八に翻弄されて以来、彼にとりわけ強い恨みを抱いている。
原作において幾度も八犬士の旅を妨害した女性・船虫をベースとしたキャラクター。
亀篠（かめざさ）
淫魔鬼。刺激的な格好をした美女。男を惑わせ籠絡する手練手管に長ける。
ベースとなった原作の登場人物・大塚亀篠は浜路の養母だが、本作では浜路・蟇六両名とはまったくの無関係である。
網乾（あぼし）
毒を操る美丈夫の妖怪。かつては犬山道策に仕えた人間で、玉梓に見初められ妖怪となった半妖。道節の両親を殺害した直接の仇。
道策に拾われた孤児であり、彼に一途に恋慕していたが、道節とその母に自らの居場所を奪われたと考え堕落、玉梓の練馬城侵攻を手引きした。
一度は亀篠と共謀し村雨を奪い、取り戻そうと奮戦した浜路を害するものの、激昂した道節が振るった村雨の前に倒れた。後に玉梓の手によって復活し、自分に理解を示した浜路の似姿である睦月に執着するようになる。
原作の網乾左母二郎をベースとしたキャラクターであり、同時に本作のリメイク前から大きな変遷を遂げている。
睦月（むつき）
浜路の頭髪から複製された肉体に、道節に屠られた妖怪の雑兵・カラス天狗の「睦月」の人格が宿った妖怪軍の尖兵。
外見は浜路そのものだが性格は粗雑にして凶暴、分不相応な野心を抱く典型的なチンピラ。しかし元々の浜路の要素に影響されているのか、信乃を前にすると平静を保てなくなってしまう。
原作において浜路（濱路）の乳名は正月（むつき）であるとされている。
馬加（まくわり）
毛野の叔父の側近として犬坂家に出入りするようになった褐色肌の偉丈夫。
愛欲にかられた叔父の手から毛野の命の危機を救い、彼に強い信頼を寄せられるようになったが、突如として彼の一族郎党を惨殺し、放逐した。
その正体は玉梓配下の妖怪・羅刹鬼馬加。真っ二つにされても死ぬことのできない肉体と永き生に空虚を覚えていたため、毛野の復讐心を育て、彼が持つの伏姫の力で消滅を望んだ。
原作において毛野の復讐相手である千葉重臣・馬加大記常武をベースとしたキャラクター。

### その他の登場人物
伏姫（ふせひめ）
南総の守護神と語られる、かつて玉梓を封じた神女。八犬士の夢のなかに現れ、救国の啓示を託す。
集結した八犬士と玉梓が対峙した際、戦闘中に玉梓から解放される形で復活を遂げた。まばたきだけで船虫を無力化する、攻撃を受けてもひるまないなどの姿を見せるが、美しいまま残酷な言動を繰り返すなど、八犬士の味方とは言い難い振る舞いを見せる。
オリジナル版よりも幼げな姿になっており、多腕の異形の姿になっている。八犬士に振り回されるコメディリリーフ的な振る舞いはせず、徹頭徹尾神秘的な人外の存在として描写されている。
犬塚 番作（いぬづか ばんさく）
結城家重臣。信乃の実父。
信乃を「息子が欲しかった」という理由で男扱いし、剣を習わせたり許嫁を用意したりと破天荒な性格。
犬塚の血筋ゆえか玉梓の復活をいち早く察知し、信乃に剣術を教え込んでいた。主君より託された村雨を託した直後、船虫の術から信乃を庇い、時空の狭間へ飲まれてしまう。以後行方不明。
犬山 浜路（いぬやま はまじ）
道節の妹であり、信乃の許嫁として結城城に出入りしていた少女。
仇討の旅に出た兄に取り残されたことが心に影を落としており、信乃を「おにいさま」と呼んで健気に慕う。信乃にも妹同然に可愛がられていたが、同時に妹としてしか見られていないことにも気づいていた。網乾から村雨を取り戻そうとした際にようやく道節と再会を果たすものの、網乾に道連れにされ命を落とす。亡骸は道節によって葬られたが、後に玉梓の手によって肉体が蘇生され、妖怪の人格を移植された「睦月」として現世に舞い戻り妖怪軍に所属する。
足利 成氏（あしかが しげうじ）
古河城主。聡明な少年だが、城内に侵入した船虫の術中に落ち暴君と化す。
沼藺（ぬい）
古那屋の若女将。信乃と瓜二つの女性。現八の幼馴染でもある。
未亡人であり、亡き夫との間の子・親兵衞を兄とともに育てている。妖怪の襲撃から親兵衛を庇ったことで命を落とし、その身を妖怪の烏天狗へ変えられてしまう。
曳手（ひくて）・単節（ひとよ）
毛野と同じ一座に属する旅芸人の姉妹。元は犬山家の家臣であり、道節の行方を追っている。
雛衣（ひなぎぬ）
現八の窮地を救った、犬村大角の妻。闊達な女性。胸に牡丹の痣を持つ。
船虫の姿を正常に認識できており、持ち前の人並み外れた怪力で大角を守護しながら十年間支え続けてきた。しかし本来は十年前に船虫から大角を庇って命を落とした死者であり、大角の犬士としての力を仮初めの命として貸し与えられていたことで永らえていた。大角の窮地に、彼の妻で居られた幸せな十年間の礼を述べ、彼に力を返却。牡丹の花弁を残し消滅する。

## 書誌情報
- 『里見☆八犬伝REBOOT』 竹書房〈バンブーコミックス〉、全13巻
  1. 2015年10月15日発売[2]、ISBN 978-4-8019-5367-3
  2. 2016年4月15日発売[3]、ISBN 978-4-8019-5500-4
  3. 2016年10月15日発売[4]、ISBN 978-4-8019-5649-0
  4. 2017年5月15日発売[5]、ISBN 978-4-8019-5936-1
  5. 2017年10月16日発売[6]、ISBN 978-4-8019-6070-1
  6. 2018年5月10日発売[7]、ISBN 978-4-8019-6257-6
  7. 2018年11月19日発売[8]、ISBN 978-4-8019-6438-9
  8. 2019年5月27日発売[9]、ISBN 978-4-8019-6618-5
  9. 2020年1月30日発売[10]、ISBN 978-4-8019-6850-9
  10. 2020年12月26日発売[11]、ISBN 978-4-8019-7171-4
  11. 2021年7月29日発売[12]、ISBN 978-4-8019-7374-9
  12. 2022年6月30日発売[13]、ISBN 978-4-8019-7674-0
  13. 2023年3月16日発売[14]、ISBN 978-4-8019-7990-1